# Cerenzia

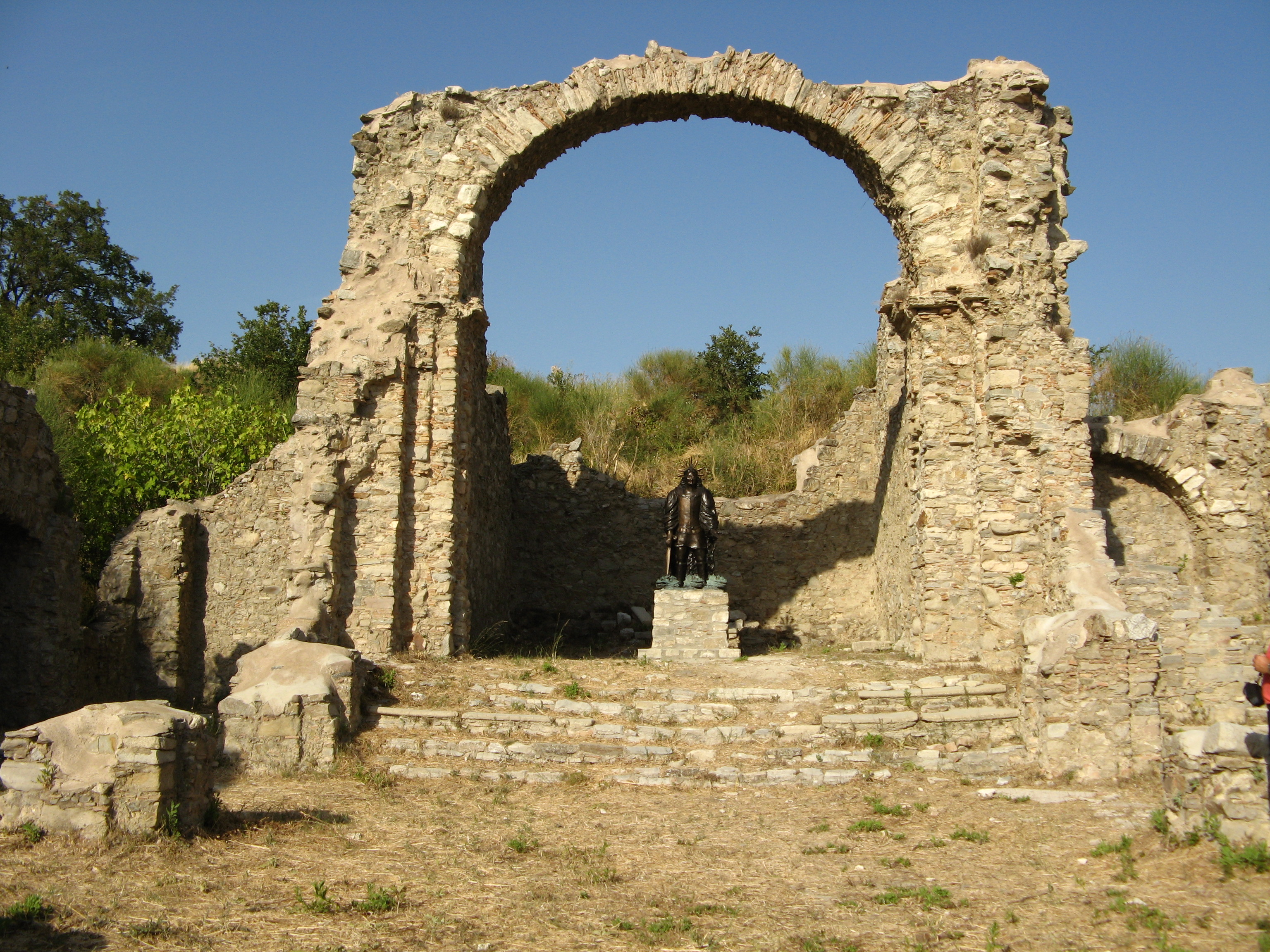
Überreste der Kathedrale des Heiligen Theodor Tiro

Cerenzia ist eine süditalienische Gemeinde (comune) in der Provinz Crotone in Kalabrien mit 1031 Einwohnern (Stand 31. Dezember 2023). Die Gemeinde liegt etwa 48 Kilometer nordwestlich von Crotone.

## Geschichte
Auf dem Berg bei Cerenzia befand sich die antike Siedlung Akerentia (auch: Acheronthia, Acerenthia), die nach dem Fluss Acheron benannt war. Sein italienisches Pendant ist der heutige Lese.
Von 1099 bis 1437 war Cerenzia Sitz des gleichnamigen Bistums. Heute handelt es sich nur noch um ein Titularbistum.

## Verkehr
Durch die Gemeinde führt die Staatsstraße 107 von Paola nach Crotone.